# Johann Ignaz Beyer
Johann Ignaz Beyer (auch Giovanni Ignazio) (* um 1700; † 1758) war ein  österreichischer Komponist, Organist und Kapellmeister.

## Leben
Beyer war ab 1720 Musiker oder Kapellmeister der Kapelle des Grafen Vaclav Morzin in Prag. Von 1723 bis 1726 ist er, dessen Kirchenkompositionen im Stift Göttweig archiviert sind, dort Stiftsorganist gewesen.
Danach arbeitete er 1726 bis 1731 mit dem Schauspieler, Librettist, Theaterdirektor Heinrich Rademin (1674–1731) in der Produktion der Singspiele für das Kärntnertortheater in Wien zusammen. Johann Joseph Fux war etwa in dieser Zeit sein Lehrer. Im Jahre ist er als 1734 als compositore del Teatro privilegio del S. M. C. in Wien verzeichnet, war also Komponist der Opera buffa für das Kärntnertortheater.
Zu seinem Lehrer Fux bekannte sich Johann Ignaz (Giovanni Ignazio) Beyer in seiner Bewerbung um eine Stelle beim Olmützer Bischof Egk. Beyer war laut derselben Quelle auch als Maestro della Musica der italienischen Oper in Wien sowie der Kirchen Sant’Angelo und San Giovanni Crisostomo in Venedig tätig gewesen. Auch hatte er an der Krönungsoper Alesandro nell'Indie (Musik: Johann Adolph Hasse, Libretto: Pietro Metastasio) anlässlich ihrer Krönung zur Königin von Ungarn 1741 in Pressburg für Maria Theresia, die Pietro Mingotti mit seiner Operntruppe aufführte, mitgewirkt.
Von 1751 bis 1758 war Beyer Kapellmeister in der aristokratischen Familie Salm in Brünn.
Zwei Sinfonien, die ihm zugeschrieben werden, sind in der Schranck No: II-Sammlung von Johann Georg Pisendel in Dresden zu finden, deren Stimmen die Angabe del Sig. Beyer a Wien enthalten. Pisendel hat eigenhändig Oboenstimmen für beide Sinfonien Beyers geschrieben.
Viele Instrumentalkompositionen Beyers nahm Herzog Anton Ulrich von Sachsen-Meiningen von Wien, wo er 1728–1745 lebte und öfters das Kärntnertortheater besuchte, nach Meiningen mit.

## Werk
- La villanella fatta contessa per amore. Kömodienoper, Wien 2. Juni 1734 im Kärntnertortheater (Libretto: Anton Ulrich von Sachsen-Meiningen).
- Die Unterschiedlichwürkende Gnade Gottes [...] Ein musicalisches Oratorium [...] Von dem Herrn Johann Ignatz Beyer, Organisten und Compositoren des Röm. Kaiserl. privilegirten Theatri in Wien Wien 1734.
- Concerto für Blockflöte, 2 Violinen, Viola und Cello (1750) (Badische Landesbibliothek, Karlsruhe)
- Divertimento. 2 Violinen and Bass (1740–1760) (Badische Landesbibliothek, Karlsruhe)
- Parthia (Partita) für Blöckflöte, Violine and Cello ms (Badische Landesbibliothek, Karlsruhe)
- Partita I in C. Flöte, Violin and Cello autograph (Fürstlich Thurn und Taxis'schen Hofbibliothek, Regensburg)
- Partita II in C. Flöte, Violin and Cello autograph (Fürstlich Thurn und Taxis'schen Hofbibliothek, Regensburg)
- Sonata für Blockflöte, 2 Violinen, Viola und Cello m(Badische Landesbibliothek, Karlsruhe)
- Sinfonia in D für 2 Violinen and Cello (Laun, Stockholm)
- Sinfonia in C Dur (Lambach, Benediktinerstift)
- Sinfonia in B Dur. 2 Violinen, 2 Oboen, Violetta, Bass, Cello und Cembalo (Dresden)
- Sinfonia in A Dur. 2 Violinen, 2 Oboen, Violetta, Bass, Cello und Cembalo (Dresden)
- Graduale. Chor (Bibliothek Göttweig)
- 2 Messen